# 藏宿站

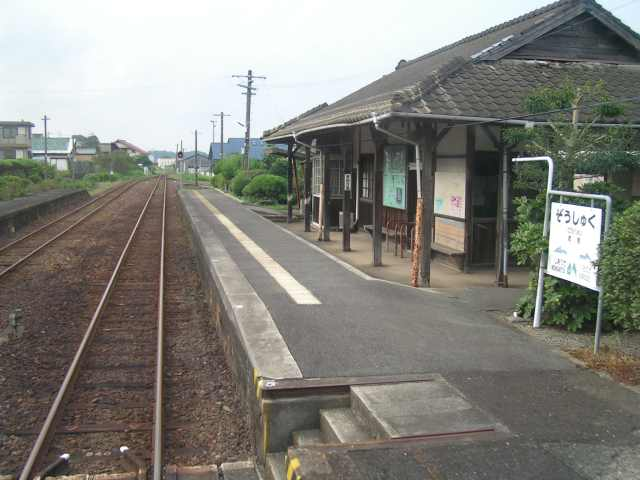
車站大樓與有田方向月台
（2006年8月28日）

藏宿站（日语：／ Zōshuku eki */?）是位於佐賀縣西松浦郡有田町藏宿，松浦鐵道的西九州線車站。

## 歷史
- 1898年
  - 8月7日 - 伊萬里鐵道（日语：伊万里鉄道）有田至伊萬里之間開通，車站啟用。
  - 12月27日- 伊萬里鐵道合併至九州鐵道，成為九州鐵道車站。
- 1907年7月1日 - 官設鐵道收購九州鐵道，成為官設鐵道（後來為日本國有鐵道）車站。
- 1962年2月15日 - 結束貨物起卸業務。
- 1987年4月1日 - 伴隨國鐵分割民營化，車站由九州旅客鐵道（JR九州）營運[1][2][3]，成為JR九州松浦線車站。
- 1988年4月1日 - 松浦鐵道接管松浦線，成為松浦鐵道西九州線車站。同時成為無人車站。

## 車站構造
車站是一座地面車站，設有2面2線的相對式月台。此站是無人車站。在有田方向月台鄰接一座於1913年（大正2年）建成的古者車站大樓。車站大樓部分（舊車站事務室部分）位置於2014年（平成26年）7月變成了由當地主婦營運的咖啡店，該位置曾經在松浦鐵道接管後一度成為建設公司的事務所。兩月台之間設有站內平交道。

### 月台
| 月台         | 路線      | 上下行 | 方向               |
| ------------ | --------- | ------ | ------------------ |
| 車站大樓一方 | ■西九州線 | 上行   | 有田方向           |
| 西邊         | ■西九州線 | 下行   | 伊萬里、佐世保方向 |

## 使用狀況
以下為1日平均乘車人次列表：
| 乘車人員變化 | 乘車人員變化 |
| 年度         | 1日平均人次  |
| ------------ | ------------ |
| 1998         | 62           |
| 1999         | 46           |
| 2000         | 48           |
| 2001         | 41           |
| 2002         | 30           |
| 2003         | 27           |
| 2004         | 25           |
| 2005         | 28           |
| 2006         | 18           |
| 2007         | 31           |
| 2008         | 31           |
| 2009         | 38           |
| 2010         | 44           |
| 2011         | 44           |
| 2012         | 44           |
| 2013         | 32           |
| 2014         | 32           |
| 2015         | 32           |
| 2016         | 24           |
| 2017         | 24           |
|              |              |
| 2022         | 21           |

## 相鄰車站
松浦鐵道
西九州線
黑川－藏宿－西有田

## 外部連結
- 藏宿站時間表 （页面存档备份，存于）（日語） - 松浦鐵道